# Thymus bihoriensis
Thymus bihoriensis là một loài thực vật có hoa trong họ Hoa môi. Loài này được Jalas miêu tả khoa học đầu tiên năm 1971.